# Peter Bonitz

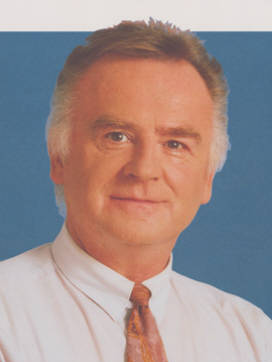
Peter Bonitz im Jahr 1994

Peter Bonitz (* 10. Februar 1941 in Marktgölitz) ist ein deutscher Politiker der CDU. Er war Mitglied des Thüringer Landtags von der 1. Wahlperiode 1990–1994 bis zur 3. Wahlperiode 1999–2004.
Bonitz erlernte den Beruf eines Betriebsschlossers, nach dem Grundwehrdienst bei der NVA studierte er ab 1963 Maschinenbau und schloss das Studium 1966 als Diplom-Ingenieur (FH) ab.
Von 1967 bis 1990 war er als Konstrukteur in der Getreidewirtschaft sowie als Technischer Leiter in der Saat- und Pflanzgutwirtschaft tätig.
Bonitz lebt in Bad Tennstedt. Er ist evangelisch, verheiratet und hat zwei Kinder.